# نادي الخطوط التونسية
نادي الخطوط التونسية (بالفرنسية: Tunis Air Club)‏ هو نادي تونسي متعدد الاختصاصات تأسس سنة 1962 في مدينة تونس العاصمة، يلعب هذا الفريق في الرابطة التونسية المحترفة لكرة القدم للسيدات.، وهو ممثل شركة الخطوط التونسية للطيران.

## سجل ألقاب النادي
- البطولة التونسية للسيدات  (2) : 2014–15، 2015–16.

♦ الدور النهائي  (3) : 2005–06، 2009–10، 2012–13.
- كأس تونس  (3) : 2009، 2011، 2012.

♦ الدور النهائي  (4) : 2007، 2014، 2015، 2016.
- كأس السوبر  (1) : 2009.

## إختصاصات أخرى
- كرة السلة
- كرة الصالات
- كرة الطائرة

## وصلات خارجية
- صفحة نادي الخطوط التونسية على موقع كوووة.
- الموقع الرسمي للجامعة التونسية لكرة القدم.